# Libanonska kriza (1958)
Libanonska kriza je uveljavljeno ime za manjšo državljansko vojno v Libanonu, do katere je prišlo leta 1958.
V drugi polovici 50. let 20. stoletja, v času predsedovanja Camilla Chamouna, je v Libanonu prišlo do resnih nasprotij med prozahodnimi maroniti in muslimani. Začelo se je leta 1956 ob izbruhu sueške krize, ko je Chamoun v nasprotju z ostalimi arabskimi državami podprl poseg Izraela, Francije in Združenega kraljestva proti Egiptu. Leta 1958 sta se Egipt in Sirija združila v Združeno arabsko republiko in ko je marca tega leta postalo jasno, da se Libanon ne bo pridružil niti tej zvezi niti Arabski federaciji med Jordanijo in Irakom, je prišlo do množičnega upora muslimanskega prebivalstva, večinoma naklonjenega Naserjevemu panarabizmu, zbranega okoli nekdanjega premiera Rašida Karamija. Prišlo je do spopadov v Bejrutu, Sidonu, Tiru in drugod po jugu države. Julija je Chamoun, ki je že leto poprej podprl Eisenhowerjevo doktrino, zaprosil za pomoč ZDA in ameriški predsednik Dwight Eisenhower je 15. julija, le dan po strmoglavljenju prozahodne vlade v Iraku, odobril operacijo Modri netopir, ki naj bi zaščitila Chamouna in državo obvarovala pred grožnjami Združene arabske republike. Nekaj manj kot 15.000 marincev se je izkrcalo v Bejrutu, zasedlo mestno letališče, pristanišče in mestne vpadnice. V prisotnosti ameriške vojske so se spopadi umirili, le v Tripoliju je Karami s privrženci v labirintu ulic starega dela mesta več tednov kljuboval vladni vojski, ki ga ni mogla zajeti. Ameriški vojaki so se do 25. oktobra umaknili iz države. Eisenhowerjev odposlanec Robert Daniel Murphy je v tem času uspel prepričati Chamouna, da odstopi. Nasledil ga zmernejši Fouad Chehab. Ta je, da bi dosegel spravo z muslimani, sestavo vlade ponudil Karamiju.